# 大脇町
大脇町（おおわきちょう）は、愛知県豊橋市の地名。

## 地理
豊橋市東部に位置する。東は雲谷町、西は大岩町・二川町に接する。

### 河川
- 新橋川[2]
- 豊川用水[2]

### 字一覧
- 大脇（おおわき）[WEB 5]
- 大脇ノ谷（おおわきのや）[WEB 5]

### 学区
- 公立高等学校 - 三河学区
- 公立中学校 - 豊橋市立二川中学校[WEB 6]
- 公立小学校 - 豊橋市立二川小学校[WEB 6]

## 歴史

### 人口の変遷
国勢調査による人口および世帯数の推移。
| 1995年（平成7年）  | 470世帯 1503人 |  |
| 2000年（平成12年） | 489世帯 1608人 |  |
| 2005年（平成17年） | 486世帯 1540人 |  |
| 2010年（平成22年） | 536世帯 1565人 |  |
| 2015年（平成27年） | 578世帯 1579人 |  |

## 交通
- 二川バイパス（愛知県道豊橋湖西線）[2]

## 施設
- 県営大脇住宅[2]
- 豊橋市南部農協二川支所[2]
- 白山社[2]

### WEB
1. ↑  “愛知県豊橋市の町丁・字一覧”.   人口統計ラボ. 2023年4月13日閲覧。
2. ↑  総務省統計局 (2017年1月27日). “平成27年国勢調査の調査結果(e-Stat) - 男女別人口及び世帯数 －町丁・字等” (CSV). 2021年7月21日閲覧。
3. ↑  “愛知県豊橋市の郵便番号一覧”.   日本郵便. 2023年4月13日閲覧。
4. ↑  “市外局番の一覧” (PDF).   総務省 (2022年3月1日). 2022年3月22日閲覧。
5. 1 2  “愛知県豊橋市 住所一覧から地図を検索”.   ONE COMPATH. 2023年8月17日閲覧。
6. 1 2  豊橋市教育委員会学校教育課学事グループ (2021年3月1日). “豊橋市小・中学校通学区域早見表” (PDF).   豊橋市. 2024年11月15日閲覧。
7. ↑  総務省統計局 (2014年3月28日). “平成7年国勢調査の調査結果(e-Stat) - 男女別人口及び世帯数 －町丁・字等” (CSV). 2021年7月20日閲覧。
8. ↑  総務省統計局 (2014年5月30日). “平成12年国勢調査の調査結果(e-Stat) - 男女別人口及び世帯数 －町丁・字等” (CSV). 2021年7月20日閲覧。
9. ↑  総務省統計局 (2014年6月27日). “平成17年国勢調査の調査結果(e-Stat) - 男女別人口及び世帯数 －町丁・字等” (CSV). 2021年7月21日閲覧。
10. ↑  総務省統計局 (2012年1月20日). “平成22年国勢調査の調査結果(e-Stat) - 男女別人口及び世帯数 －町丁・字等” (CSV). 2021年7月21日閲覧。
11. ↑  総務省統計局 (2017年1月27日). “平成27年国勢調査の調査結果(e-Stat) - 男女別人口及び世帯数 －町丁・字等” (CSV). 2021年7月21日閲覧。

### 書籍
1. ↑  「角川日地名大辞典」編纂委員会 1989, p. 1786.
2. 1 2 3 4 5 6 7  「角川日本地名大辞典」編纂委員会 1989, p. 1786.